# Carl-Peter Forster
Carl-Peter Forster, född 1954 i London, är en tysk företagsledare som från januari 2010 till 9 september 2011 var VD för indiska Tata Motors. 2012 anställdes han som chefsrådgivare till Zhejiang Geely Holding Group.
Forster har tidigare varit chef för Opel och styrelseordförande för Saab Automobile mellan 2005 och 2010.
Forster hade en framgångsrik karriär på BMW bakom sig då han tog över som chef för Opel. Där genomdrev han bland annat tuffa besparings- och rationaliseringsprogram - det så kallade Olympia-projektet.
I uppdraget på Geely ingår att vara VD:n Li Shufus högra hand och ansvara för samarbetet mellan Volvo och Geely. Eftersom Geely inte har tillgång till de Ford-ägda plattformarna till Volvos tidigare bilmodeller startade Geely 2013 ett nytt utvecklingsbolag, CEVT (där Forster blev styrelseledamot), som ska utveckla nya gemensamma plattformar för de båda bilmärkena i Geelykoncernen.